# Jamal Harkass
Jamal Harkass (ur. 24 listopada 1995) – marokański piłkarz, grający na pozycji obrońcy w marokańskim klubie Wydad AC oraz w reprezentacji Maroka.

## Kariera klubowa
Wychowanek Mouloudii Wadżda, do pierwszego zespołu dołączył w 2015 roku. Jednak w ekstraklasie marokańskiej zadebiutował dopiero 25 sierpnia 2018 roku w meczu przeciwko Renaissance Berkane, grając cały mecz. Pierwszą asystę zaliczył 4 maja 2019 roku w meczu przeciwko Hassanii Agadir, również zremisowanym 1:1. Asystował przy golu w 56. minucie. Łącznie w swoim pierwszym sezonie w GNF 1 zagrał w 26. spotkaniach, raz asystując.
W sezonie 2019/2020 zagrał w 23. meczach, zaliczając dwie asysty.
Natomiast w sezonie następnym Harkass wystąpił w 19. spotkaniach, zaliczając jedną asystę.
Łącznie w Wadżdzie zagrał w 68. ligowych meczach, zaliczając 4 asysty.
25 sierpnia 2021 roku trafił za 189 tysięcy euro do Rai Casablanca. W tym zespole zadebiutował 10 września 2021 roku w meczu przeciwko Youssoufii Berrechid, wygranym 0:1. Harkass grał pierwsze 45 minut. Łącznie do 24 grudnia 2021 roku rozegrał w Rai 6 ligowych spotkań.
1 września 2023 roku przeszedł do marokańskiego Wydad AC.